# Coalville (Utah)
Coalville è una città degli Stati Uniti d'America, situata nello Stato dello Utah, nella Contea di Summit, della quale è anche il capoluogo.